# IMA Materialforschung und Anwendungstechnik
Die IMA Materialforschung und Anwendungstechnik GmbH (IMA Dresden) ist ein deutsches, unabhängiges, zertifiziertes und akkreditiertes Prüfzentrum mit Sitz in Dresden.
Das Unternehmen wurde im Mai 2021 durch den börsennotierten spanischen Konzern Applus+ übernommen. IMA Dresden ist seitdem ein Teil der Sparte Applus+ Laboratories und nennt sich in der verkürzten Form Applus+ IMA.
Das Unternehmen bietet Ingenieur- und Beratungsleistungen zu Qualifizierung, Validierung und Überwachung von Werkstoffen von Bauteilen und Produkten.
IMA Dresden testet Werkstoffe (Werkstoffprüfung), Komponenten und komplette Systeme unter extremen Bedingungen auf Haltbarkeit, Funktionssicherheit und Qualität. Schwerpunkte sind Konzeption, Durchführung und Auswertung von Entwicklungs- und Zertifizierungsversuchen an komplexen Strukturen und Komponenten.
IMA Dresden bündelt dabei das Expertenwissen der Themenfelder Prüfnormen, Zulassungsprüfungen und experimentelle Untersuchungen, um die Werkstoffe, Komponenten und Systeme auf Festigkeit, Validierung oder Materialkenndaten zu prüfen. Hier werden in akkreditierten Prüflaboren laufend innovative Produkte und Technologien aus der Luftfahrt-, Schienenfahrzeug-, Automobil- und Medizintechnik, der Kunststoff- und Metallindustrie und anderen Industriezweigen untersucht.
Das Spektrum reicht von Grundlagenuntersuchungen an kleinen Proben bis hin zu Zertifizierungsversuchen komplexer Gesamtstrukturen. Die Technologie zur Durchführung dieser Tests wird selbst entwickelt, erprobt und umgesetzt. Die IMA Dresden verfügt über zwei Testhallen mit jeweils 5.000 m² Testfläche.

## Geschichte
Die Wurzeln der IMA Dresden reichen bis ins Jahr 1955 zurück, als der Flugzeugbau in Dresden begann. Hieraus entstand 1961 mit dem Institut für Leichtbau und ökonomische Verwendung von Werkstoffen (IfL) das Vorgängerunternehmen der IMA Dresden. Die Gründungsmission war die Verwendung der geringstmöglichen Menge des technisch zweckmäßigsten Werkstoffes. Dies war gewissermaßen die Geburtsstunde der Prüfhallen, Prüfvorrichtungen, der Methoden und des Fachwissens, das weiterentwickelt und aufgebaut wurde.

### 1955–1961 Dresdner Flugzeugbau
Mit der Gründung der VEB Flugzeugwerke Dresden fiel 1955 der Startschuss für den Flugzeugbau in Sachsen. Mit Brunolf Baade als Chefkonstrukteur, der vorher für Fokker, Goodyear und Junkers gearbeitet hatte, wurde in Dresden das erste deutsche Passagierstrahlflugzeug, die „152“ oder auch „Baade 152“, entwickelt. Die dafür errichteten Versuchshallen sind weiterhin Teil des IMA-Werksgeländes. Ab 1958 wurde dort der Passagierjet „152“ statisch und ab 1960 im Wassertank auf Ermüdung getestet.
Volkswirtschaftliche Erwägungen und der immer größer werdende technische Vorsprung ausländischer Flugzeughersteller veranlassten die Staatsführung im März 1961 zur überraschenden Einstellung des zivilen Flugzeugbaus.

### 1961–1990 Institut für Leichtbau und ökonomische Verwendung von Werkstoffen
Auf Initiative von Brunolf Baade wurde am 1. Juli 1961 das Institut für Leichtbau und ökonomische Verwendung von Werkstoffen (IfL) in Dresden mit dem Betriebsteil Pirna (Sonnenstein) gegründet.
Die Gründungsmission des Instituts für Leichtbau 1961 war die ökonomische Verwendung von Werkstoffen, hier die Verwendung der geringstmöglichen Menge des technisch zweckmäßigsten Werkstoffes. Mit dieser Motivation entwickelte sich eine intensive Zusammenarbeit zwischen dem IfL und zahlreichen Industriezweigen, deren Erzeugnisse durch Leichtbau oder „leichtes Bauen“ leistungsfähiger wurden. Die Aufgaben der 700 Mitarbeiter unter Leitung von Brunolf Baade umfassten die Auswahl von Werkstoffen und die Entwicklung neuer Leichtbautechnologien, die Beratung in Konstruktionsfragen, theoretische und experimentelle Untersuchungen der statischen Festigkeit und Betriebsfestigkeit sowie die physikalischen Untersuchungen.
Aus diesen Forschungsfeldern entstanden TGL-Standards zu Leichtbau, Festigkeitsberechnung und Werkstoffen. Die Technischen Normen, Gütevorschriften und Lieferbedingungen (TGL) waren bis 1990 das Pendant zu den westdeutschen DIN-Normen. Mit der Wiedervereinigung Deutschlands wurden die TGLs von der DIN übernommen, und aus dem IfL wurde das Nachfolgeunternehmen, die IMA Dresden, gegründet.

### Seit 1993 IMA Dresden
Die Jahre 1990 bis 1993 waren geprägt durch die gesellschaftlichen und wirtschaftlichen Veränderungen in Folge der deutschen Wiedervereinigung. In dieser Zwischenzeit zwischen IfL und IMA gab es weitere Unternehmensnamen und -formen:
- Zentralinstitut für ökonomischen Metalleinsatz
- IMA Institut für Materialforschung und Anwendungstechnik GmbH

Im Herbst 1992 waren sich die vier leitenden Angestellten, Christian Wegerdt, Wilhelm Hanel, Henrik Höninger und  Helmut Rösner, darüber einig, den Fortbestand des Betriebes in die eigenen Hände zu nehmen. Nachdem die Treuhandmitarbeiter in Dresden von den Chancen des Unternehmens überzeugt waren und den eingeschlagenen Weg aktiv unterstützten, war der Weg zur Privatisierung geebnet. Der dabei notwendige Personalabbau konnte weitestgehend durch die Möglichkeit des Altersübergangs vollzogen werden.
Am 1. Mai 1993 wurde durch Management-Buy-out die IMA Materialforschung und Anwendungstechnik GmbH (IMA Dresden) gegründet. 96 Mitarbeiter wurden zu diesem Zeitpunkt beschäftigt. Der Eintrag ins Handelsregister erfolgte am 30. August 1993 unter der Registrierung HRB 5995.

## Geschäftsfelder

### Prüfdienstleistung
IMA Dresden entwickelt und realisiert Prüfungen für Material und Bauteile in den Branchen:
- Luft- und Raumfahrt
- Automobil
- Schienenfahrzeuge
- Medizinprodukte
- Bauprodukte
- Windenergie

Um die Funktionalität und Qualität der Entwicklungen sicherzustellen, führt die IMA Dresden Struktur- und Komponententests durch: Betriebs- und Ermüdungsversuche, Umweltsimulation, Festigkeitsprüfung, Betriebslastensimulation, Kurz- und Langzeitmessungen sowie elektrische Betriebsfestigkeitsprüfungen.
Neben Struktur- und Komponententests werden Materialprüfungen an Kunststoffen, Faserverbundwerkstoffen und Metallen durchgeführt.
In dem Bereich der Prüfleistung werden mechanische, thermische und chemische Eigenschaften der Werkstoffe ermittelt sowie die Beanspruchbarkeit des Materials. Projekt-Beispiele: Struktur-Ermüdungsversuch am Airbus A380 (2005–2012). Qualifikationstest an den Trägerraketen Ariane 5, Ariane 6 und Vega, Bauüberwachung Gondwanaland Leipzig und Allianz Arena München.

### Engineering Services
Die IMA Dresden entwickelt, baut und betreibt Prüfstände und Prüfhallen für Fremdunternehmen und deren Testprogramme.

### Inspektions- und Zertifizierungsstelle
Als Inspektionsstelle und Zertifizierungsstelle überwacht und zertifiziert die IMA Dresden Bauprodukte, Produktgruppen oder Bauteile aus Kunststoff sowie Rohre und Rohrleitungssysteme für die Wasser- und Gasversorgung und Abwasserentsorgung.
Dafür führt das Unternehmen in seinen Prüfhallen dynamische, statische und physikalische Tests durch. Zusätzlich begutachten IMA-Ingenieure die Bauprodukte in der Produktion zur Qualitätssicherung oder bei der Verarbeitung auf den Baustellen, wie zum Beispiel bei Gondwanaland Leipzig, der Allianz Arena München sowie Brücken und Kraftwerken. In  Normenausschüssen für zuverlässige und sichere Bauprodukte wie etwa der DIN gestaltet IMA Dresden Standards  mit.

### Beanspruchungsmessungen und Messfahrten im Bereich Schienenfahrzeuge
Durch Messungen, Messfahrten und Dauerüberwachung im Bereich der Schienenfahrzeugindustrie erfasst die IMA Dresden Beanspruchungen im realen Einsatz für Zulassungsversuche, Berechnung und Simulation oder zur Strukturoptimierung in Problemfällen.
Komplette Messketten werden installiert, um die Prozesse auf den Schienen oder an den Zügen zu erfassen, anzupassen und zu optimieren.
Dabei werden Messungen mechanischer und elektrischer Größen bei statischer und dynamischer Beanspruchung unter Betriebsbedingungen durchgeführt. Im Auswertungsprozess bietet das Unternehmen Problemlösungen für Zustands- und Belastungsanalysen.

### Simulation und Festigkeitsberechnung
Simulation und Festigkeitsberechnung erfolgt von der Messdatenauswertung über die FE-Analyse bis hin zum rechnerischen und experimentellen Festigkeitsnachweis. In der virtuellen Entwicklungsphase eines Produktes kann die IMA Dresden mittels rechnerischer und experimenteller Nachweise die künftige Betriebs- und Dauerfestigkeit des späteren realen Produktes ermitteln, ebenso wie viel dynamische Beanspruchung eine Konstruktion erträgt, welche Dimensionierung die besten Festigkeitswerte erzielt oder wie das Eigenschwingungs- und Resonanzverhalten die Strukturfestigkeit beeinflusst. Mit diesen Berechnungen kann die Lebensdauer eines Produktes ermittelt und das Bauteil noch während des virtuellen Entwicklungsstadiums optimiert werden.

### Schadensanalyse
Die IMA Dresden untersucht bei Schadensfällen die direkte Ursache mittels werkstofftechnischer Analysemethoden. Das Unternehmen identifiziert die Schadensart und ermittelt den Grund der Entstehung. Dabei nutzen die Ingenieure mechanisch-technologische, physikalische, werkstoffanalytische und materialographische Untersuchungsmethoden.

### Software- und Softwarelösungen
Für die Optimierung der Prozesse in den Bereichen Forschung und Entwicklung, Simulation und Berechnung, Labor, Qualitätsmanagement, Prozessentwicklung und Produktionsplanung hat die IMA Dresden eigens Softwareprodukte unter dem Namen WIAM entwickelt. Sie bietet Unternehmen verschiedene Lösungen, die sich, basierend auf Standardprodukten und Modulen, um kundenspezifische Validierungs-, Auswertungs- und Bearbeitungsmöglichkeiten erweitern lassen.